# Toefjeswier
Toefjeswier (Ectocarpus fasciculatus) is een bruinwier uit de familie Ectocarpaceae van de orde Ectocarpales. De wetenschappelijke naam van de soort werd in 1841 voor het eerst geldig gepubliceerd door William Harvey.

## Beschrijving
Deze bruinwiersoort wordt 1 tot 3 cm lang. De thallus (plantvorm) bestaat uit dicht opeengepakte wollige plukjes filamenten die voortkomen uit een massa onregelmatig vertakte basale filamenten. De rechtopstaande stelen zijn rijkelijk vertakt met primaire filamenten van cilindrisch cellen, die duidelijk ingesnoerd zijn ter hoogte van de dwarsbanden. Toefjeswier is goudbruin tot lichtbruin van kleur.

## Verspreiding
Toefjeswier heeft een wereldwijde verspreiding. Het is met name wijdverspreid in gematigde zeeën. Is epifytisch op diverse grote zeewieren (bijvoorbeeld Anthophycus longifolius, Ecklonia radiata).